# Rhynchosia salicifolia
Rhynchosia salicifolia är en ärtväxtart som beskrevs av Lucien Leon Hauman. Rhynchosia salicifolia ingår i släktet Rhynchosia och familjen ärtväxter. Inga underarter finns listade i Catalogue of Life.